# هيو كلارك
هيو كلارك هو سياسي كندي، ولد في 6 مايو 1867، وتوفي في 13 مايو 1959. حزبياً، نشط في حزب أونتاريو المحافظ التقدمي. وقد انتخب عضو برلمان مقاطعة أونتاريو وانتخب عضو مجلس العموم الكندي.